# Acuerdo de normalización de las relaciones entre Baréin e Israel

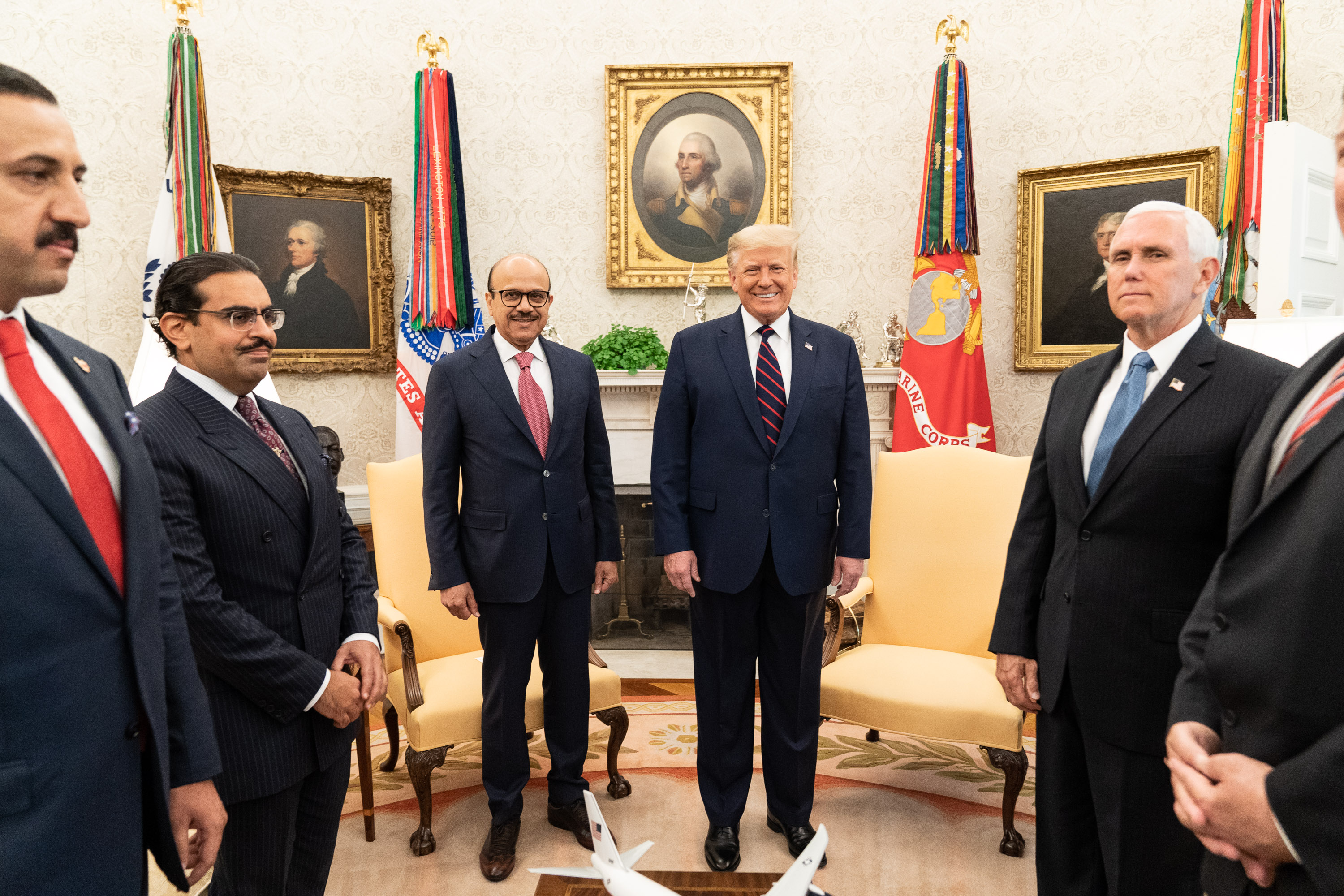
Donald Trump en una reunión bilateral con el ministro de Relaciones Exteriores de Baréin, el 15 de septiembre de 2020.

El Acuerdo Baréin-Israel, oficialmente Acuerdos de Abraham: Declaración de paz, cooperación y relaciones diplomáticas y amistosas constructivas  fue firmado por el Reino de Baréin y el Estado de Israel el 15 de septiembre de 2020 con el fin de normalizar las relaciones entre los dos países. Había sido anunciado por el presidente estadounidense, Donald Trump el 11 de septiembre de 2020, y siguió a una declaración conjunta, oficialmente conocida como los Acuerdos de Abraham, por los Estados Unidos, Israel y los Emiratos Árabes Unidos (EAU) el 13 de agosto del mismo año. La firma se llevó a cabo en la Casa Blanca, Washington D. C.. De esta manera, Baréin se convirtió en el cuarto estado árabe en reconocer a Israel y el segundo en un mes.

## Antecedentes
En 2005, Baréin abandonó su boicot a Israel, a cambio de un acuerdo de libre comercio con Estados Unidos.
Entre el 20 y el 21 de mayo de 2017, una cumbre entre 55 países musulmanes y Estados Unidos llevada a cabo en Riad, discutió formas de erradicar el terrorismo global. El rey Salman de Arabia Saudita y los líderes de países sunitas, incluido Baréin, discutieron la creciente influencia y actividades de Irán en la región. Sin embargo, Israel no fue invitado a la cumbre. 
En septiembre de 2017, el rey Hamad bin Isa Al Khalifa de Bareín, denunció el boicot de la Liga Árabe a Israel, en un discurso al rabino Marvin Hier, presidente del Simon Wiesenthal Center en Los Ángeles, y dijo que los ciudadanos bareiníes tenían derecho a visitar Israel, a pesar de que los dos países no mantenían relaciones diplomáticas.
El 8 de mayo de 2018, Arabia Saudita, los Emiratos Árabes Unidos y Baréin dieron su beneplácito y apoyaron públicamente la retirada de Estados Unidos del Plan de Acción Integral Conjunto, citando las actividades desestabilizadoras de Irán en el Medio Oriente. Israel también apoyó la decisión de los Estados Unidos. La presión de la creciente influencia y participación de Irán en la región ha llevado al apoyo de Baréin a la postura israelí contra Irán y ha acercado a los países. Durante el incidente Israel-Irán de mayo de 2018 en Siria, el ministro de Relaciones Exteriores de Baréin expresó su apoyo al "derecho de Israel a defenderse".
El 13 y 14 de febrero de 2019, tanto Baréin como Israel participaron en una conferencia de seguridad en Varsovia, Polonia, donde se discutió la creciente influencia de Irán. Del 25 al 26 de junio de 2019, Baréin acogió el taller "Paz a la prosperidad" en Manama, donde la administración Trump presentó la parte económica del plan de paz de Trump. La Autoridad Palestina rechazó el plan y boicoteó el taller mientras Israel no fue invitado, aunque se permitió a los periodistas israelíes cubrir los acontecimientos. En julio de 2019, Khalid bin Ahmed Al Khalifa, y su homólogo israelí, Israel Katz, mantuvieron una reunión en Estados Unidos. En octubre del mismo año, un funcionario israelí, Dana Benvenisti-Gabay, asistió al "Grupo de trabajo sobre seguridad marítima y de la aviación" en Manama. n diciembre, Shlomo Amar, gran rabino de Jerusalén, visitó Baréin para un evento interreligioso.
El 13 de agosto de 2020, el presidente Trump anunció que los Emiratos Árabes Unidos e Israel normalizarían las relaciones en virtud del Acuerdos de Abraham. Baréin elogió el acuerdo y proclamó que contribuiría a la estabilidad y la paz en la región. Además, como una señal de apoyo al acuerdo, junto a Arabia Saudita permitieron que aviones desde y hacia Israel sobrevolaran sus espacios aéreos.
El rey Hamad afirmó al secretario de Estado de los Estados Unidos, Mike Pompeo, que su país «está comprometido con la creación de un estado palestino» y rechazó el impulso de Washington D. C. para que los países árabes normalicen las relaciones con Israel. Sin embargo, el 11 de septiembre de 2020, se anunció que Baréin e Israel habían acordado establecer relaciones diplomáticas plenas. Al comentar la fecha del anuncio,Donald Trump, dijo: «No hay una respuesta más poderosa al odio que generó el 11 de septiembre».

## Acuerdo
Los dos países acordaron establecer relaciones diplomáticas, que es el primer paso para que Baréin normalice completamente sus vínculos con Israel, y aunque significa una aceptación circunspecta de la legitimidad de Israel por parte de Baréin, el Rey Hamad enfatizó «la necesidad de alcanzar una paz justa y completa como una opción estratégica, de acuerdo con la solución de dos Estados y las resoluciones pertinentes de legitimidad internacional». Trump afirmó que los dos Estados intercambiarán embajadores y abrirán embajadas en cada país y comenzarán a trabajar en la cooperación en tecnología, salud y agricultura, entre otras áreas. El acuerdo también permite el establecimiento de vuelos entre Tel Aviv y Manama. La ceremonia de firma del acuerdo se llevó a cabo en la Casa Blanca el 15 de septiembre de 2020. La declaración reconoce la soberanía de cada estado y establece que los dos países han acordado buscar acuerdos en el futuro sobre embajadas y otros temas.

## Reacciones

Baréin e Israel
Países que han apoyado el acuerdo de normalización.
Paises que se han puesto en contra de la normalización.
Paises que han mantenido neutral.
Países que no han declarado su postura.

- Alemania: El Ministro de Asuntos Exteriores, Heiko Maas dijo: «El establecimiento de relaciones diplomáticas entre Israel y Baréin es un paso más importante hacia la paz en la región».[27]
- Australiaː La Ministra de Relaciones Exteriores, Marise Payne, dijo que Australia da la bienvenida a la normalización de las relaciones entre los dos estados y la calificó como un valiente paso hacia la paz y la seguridad en el Medio Oriente.[28]
- Baréin: El asesor principal del rey Hamad bin Salman al-Khalifa declaró que el acuerdo de normalización "envía un mensaje positivo y alentador al pueblo de Israel, que una paz justa y amplia con el pueblo palestino es el mejor camino y el verdadero interés para su futuro y el futuro de los pueblos de la región ".[29]
- Brasilː El gobierno dijo estar complacido con el acuerdo entre el Reino de Baréin y el Estado de Israel sobre el pleno establecimiento de sus relaciones diplomáticas, como se anunció en un comunicado conjunto de los dos países y los Estados Unidos de América.[30]
- Canadáː El ministro de Relaciones Exteriores, François-Philippe Champagne, dijo que Canadá da la bienvenida a la normalización entre Israel y Baréin y dijo que es un paso positivo e importante hacia la mejora de la paz, la estabilidad y la seguridad en Oriente Medio.[31]
- Costa Rica: El Ministerio de Relaciones Exteriores dijo que acoge con satisfacción el anuncio de la formación de relaciones entre Israel y Baréin y espera que traiga estabilidad al Medio Oriente.[32]
- Croacia: El Ministerio de Relaciones Exteriores declaró que acoge con satisfacción el acuerdo entre Israel y Baréinsobre el establecimiento de relaciones diplomáticas plenas, calificándolo de «otro paso hacia la estabilidad en la región». También elogió a Estados Unidos por su papel en el proceso.[33]
- Chipre: El Ministerio de Relaciones Exteriores dijo que acoge con satisfacción el acuerdo para el establecimiento de relaciones diplomáticas entre el Reino de Baréin e Israel. Agregó que este acuerdo constituye otro avance positivo para la paz y la estabilidad en la región luego de una decisión similar anunciada por Israel y los Emiratos Árabes Unidos un mes antes.[34]
- Egipto: El presidente Abdelfatah El-Sisi, uno de los primeros en reaccionar, valoró el acuerdo entre Baréin e Israel y lo describió como importante para la estabilidad y la paz en la región de Oriente Medio..[35]
- Emiratos Árabes Unidos: Los Emiratos Árabes Unidos dijeron que acogen con satisfacción el acuerdo y esperan que contribuya a la paz en Oriente Medio.[36]
- Estados Unidos: En un tuit, el presidente Donald Trump escribió: «¡Otro avance histórico! Nuestros dos grandes amigos, Israel y el Reino de Baréin, han llegado a un acuerdo de paz. Este es el segundo país árabe que hace la paz con Israel en treinta días».[37]
- Estonia: El ministro de Relaciones Exteriores, Urmas Reinsalu dijo en Twitter: «Doy una calurosa bienvenida al anuncio de normalización de las relaciones entre #Israel y # Baréin, reconociendo el papel de Estados Unidos en el proceso. Es una noticia positiva hacia la paz y la estabilidad en Oriente Medio».[38]
- Grecia: El Ministerio de Relaciones Exteriores dijo que Grecia da la bienvenida al acuerdo que establece relaciones diplomáticas entre Baréin e Israel, y agregó que considera que este desarrollo, luego de un acuerdo similar entre Israel y los Emiratos Árabes Unidos, constituye un paso muy importante hacia la consolidación de la paz y la estabilidad en la región más amplia del Mediterráneo Oriental. Además, reconoció el papel decisivo desempeñado por Estados Unidos y su asistencia para lograr este objetivo y subrayó la necesidad de encontrar una solución integral de dos Estados al conflicto árabe-israelí, basada en el derecho internacional y las resoluciones del Consejo de Seguridad de la ONU.[39]
- Irán: Hossein Amir-Abdollahian dijo que "los gobernantes imprudentes de Baréin y los Emiratos Árabes Unidos no deberían allanar el camino para los sionistas en la región".[40] El Ministerio de Relaciones Exteriores también condenó el acuerdo y dijo que Baréin «sacrificó la causa palestina en el altar de las elecciones estadounidenses ..." . El resultado será sin duda una ira creciente y el odio duradero del pueblo oprimido de Palestina, los musulmanes y las naciones libres del mundo».[41]
- Israel: El primer ministro Benjamin Netanyahu dijo después del anuncio del acuerdo que «esta es una nueva era de paz. Hemos invertido en la paz durante muchos años y ahora la paz invertirá en nosotros, traerá grandes inversiones a la economía israelí».[42]
- Jordaniaː El 11 de septiembre de 2020, el ministro de relaciones exteriores Ayman Safadi dijo que los pasos necesarios para lograr una paz justa y amplia en la región deberían provenir de Israel y que tras el anuncio de una normalización de los lazos entre Israel y Baréin, Israel debería "detener todos sus esfuerzos". procedimientos para socavar la solución de dos estados y poner fin a la ocupación ilegal de las tierras palestinas ".[43]
- Kosovo: La ministra de Relaciones Exteriores Meliza Haradinaj felicitó a Baréin e Israel por establecer relaciones normalizadas.[44]
- Letonia: El ministro de Relaciones Exteriores, Edgars Rinkēvičs, dijo que acogió con satisfacción la noticia sobre el establecimiento de relaciones diplomáticas plenas entre Israel y Baréin y dijo que "fomentará la paz y la estabilidad en la región". Además, aplaudió el papel de Estados Unidos por los esfuerzos para facilitar la normalización de las relaciones entre Israel y Baréin.[45]
- Omán: los medios estatales informaron que Omán «acoge con satisfacción la decisión de normalizar las relaciones» y «espera que este nuevo camino estratégico tomado por algunos países árabes contribuya a lograr una paz basada en el fin de la ocupación israelí de tierras palestinas y en el establecimiento de un palestino independiente estado con Jerusalén Este como capital».[46]
- Palestina: El liderazgo palestino denunció el acuerdo como una traición a Jerusalén y la causa palestina. La dirección también recordó a su embajador de Manama.[47]
- Reino Unido: El Reino Unido acogió con satisfacción el acuerdo que normaliza las relaciones entre Israel y Baréin.[48]
- República Checa: La República Checa dio la bienvenida a la declaración diciendo que «puede fortalecer aún más la esperanza de la cooperación y la paz siempre tan necesarias entre los países de Oriente Medio, proporcionando un nuevo impulso para las negociaciones para resolver el conflicto israelo-palestino».[49]
- Rumania: El ministro de Relaciones Exteriores, Bogdan Aurescu, dijo que Rumania da la bienvenida al histórico anuncio sobre la normalización de las relaciones entre Israel y Baréin, y agregó que es probable que este anuncio contribuya a una mayor estabilidad y seguridad en el Medio Oriente.[50]
- Turquía: El Ministerio de Relaciones Exteriores «denunció enérgicamente y expresó su preocupación por la decisión de Baréin de establecer relaciones diplomáticas con Israel. La medida fue un golpe a los esfuerzos por defender la causa palestina y perpetuó las prácticas ilegales de Israel».[51]
- Unión Europea: La Unión Europea acogió con satisfacción el establecimiento de relaciones diplomáticas entre los estados y reconoció la contribución de Estados Unidos para alcanzar la estabilidad en Oriente Medio.[52]
- Uruguayː El gobierno expresó su satisfacción por el acuerdo y dijo que «aspira que esta iniciativa abarque además a otras naciones directamente involucradas en este proceso de paz, en el marco jurídico de lo aprobado por los distintos órganos de las Naciones Unidas y el pleno respeto a las normas del derecho internacional».[53]
- Yemen: El Ministerio de Relaciones Exteriores dijo que «no habrá normalización a menos que se restablezcan los derechos del pueblo de acuerdo con la Iniciativa de Paz Árabe».[54]

Otros
- Jihad Islámica Palestina : En un comunicado, el PIJ declaró que "el Acuerdo fue un nuevo episodio en la serie de traiciones a Palestina y la Nación, y un flagrante golpe contra todos los parámetros árabes, nacionales e islámicos relacionados con Palestina".[55]
- El partido mayoritario en el Parlamento de Argelia, el Frente de Liberación Nacional, describió la normalización de las relaciones de Baréin con Israel como una "puñalada y una traición en toda regla" a la causa palestina. En un comunicado, el partido agregó que había "recibido, con gran rabia e indignación, el ominoso anuncio de Baréin de normalizar sus relaciones con la entidad sionista usurpada".[56]
- Hezbollah dijo que "condena enérgicamente" la medida para normalizar las relaciones entre Israel y Baréin y dijo que era una "gran traición al pueblo palestino" y añadió que el "régimen tiránico de Baréin" había tomado la medida a petición de Estados Unidos.[57]